# Melissodes lutulenta
Melissodes lutulenta är en biart som beskrevs av Laberge 1961. Melissodes lutulenta ingår i släktet Melissodes och familjen långtungebin. Inga underarter finns listade i Catalogue of Life.